# Џорџ Стивенсон
Џорџ Стивенсон (енгл. George Stephenson; Вајлам, 9. јун 1781 — Лондон, 26. децембар 1848), енглески инжењер и проналазач.

## Биографија
Џорџ Стивенсон рођен је у селу Вајламу, поред Њукасла, 9. јуна 1781. године. Потицао је из сиромашне породице. Био је друго од шесторо деце Роберта и Мабел Стивенсон. Отац му је био ложач у руднику, а мајка кћер бојача тканина. Највећу забаву му је причињавало прављење машина од иловаче и различитих млинова од дрвета. Није имао новчаних средстава за школовање па је рано почео сам да зарађује. Његови браће и сестре су зарађивали као гоничи коња и рудари, а сам Џорџ је радио пољске послове и као чобанин. Са четрнаест година се запошљава као помоћни радник у руднику угља. Ту је радио поред свог оца и тако напредовао до ложача.

## Проналазаштво
У Килингворту је 1814. изумео прву сигурносну лампу за руднике. Новчану награду за тај изум уложио је у изградњу радионице локомотива у Њукаслу.

### Локомотива
Прву парну локомотиву конструисао је Ричард Тревитик 1803. године и дао јој име Lokomotion. Али та локомотива није била довољно добра да се примени у железничком саобраћају. За време пробе, због тежине локомотиве, шине су се ломиле.
Стивенсон је уочио дa шине морају да буду далеко јаче.
Стивенсонова локомотива, којом је управљао, вукла је 27. септембар 1825. на прузи Стоктон - Дарлингтон први путнички воз на свету. Локомотива је вукла теретни воз са путницима. Локомотива је вукла 12 теретних кола и 22 кола са путницима. У возу је било чак 450 путника и то је био први превоз путника железницом. Успеху су допринеле јаче шине и локомотива која је била прилично усавршена. Године 1823. Стивенсон гради и фабрику локомотива. На такмичењу за најбољу локомотиву на прузи Ливерпул - Манчестер, победила је 6. октобра 1829. Његова Rocket локомотива постизала је брзину од 30 километара на час.

## Саветник за пруге
Као саветник, Стивенсон је учествовао у изградњи многих железничких пруга у Енглеској и Европи. Изградио је још 14 локомотива до 1825. године.